# Franz Hund
Franz Hund (* 13. Februar 1884 in Neckarhausen, heute Edingen-Neckarhausen; † 21. Mai 1958 in Hockenheim) war ein deutscher Politiker der SPD.

## Leben und Beruf
Nach dem Besuch der Volksschule war Hund als Bauarbeiter in mehreren deutschen Städten tätig. Im Jahr 1908 wurde er Mitarbeiter des Städtischen Gaswerks in Mannheim, dort war er unter anderem als Aufseher und Lokomotivführer tätig. Im Juli 1918 wurde er Bezirksleiter des Verbandes der Gemeinde- und Staatsarbeiter in der Pfalz und im Saargebiet. Aus diesem Amt wurde er im April 1933 aufgrund der Gleichschaltung der Gewerkschaften durch die DAF entlassen. Kurz darauf geriet er in sogenannte „Schutzhaft“ und wurde in Ludwigshafen und Hockenheim inhaftiert. Am 20. Juni 1933 folgte seine Entlassung. Nach einigen Jahren Arbeitslosigkeit betrieb er ein kleines Lebensmittelgeschäft in Hockenheim. 1945 war er Gründungsmitglied des ADGB in Mannheim. Im Jahr darauf beteiligte er sich an der Neugründung des Ortsvereins des Roten Kreuzes in Hockenheim und übernahm auch den Vorsitz.

## Politik
Im Jahr 1905 trat Hund in die SPD ein. 1929 wurde er deren Vorsitzender in Ludwigshafen. Im Jahr 1945 wurde er von den Beigeordneten zum kommissarischen Bürgermeister von Hockenheim gewählt, später wurde er durch Wahlen in diesem Amt bestätigt, er übte es bis zu seinem Tode aus. 1946 wurde er in die Verfassunggebende Landesversammlung für Württemberg-Baden gewählt, danach gehörte er auch dem Landtag für zwei Wahlperioden an, bis zur Auflösung infolge der Gründung des Landes Baden-Württemberg im Jahr 1952.

## Ehrungen
Im Jahr 1958 wurde Franz Hund zum ersten Ehrenbürger der Gemeinde Hockenheim ernannt. Nach ihm wurde die Bürgermeister-Hund-Straße in Hockenheim benannt.